# August Grumbrecht

August Grumbrecht

Grumbrecht wirbt für die Einrichtung einer Vorschusskasse in den Harburger Anzeigen und Nachrichten 1861

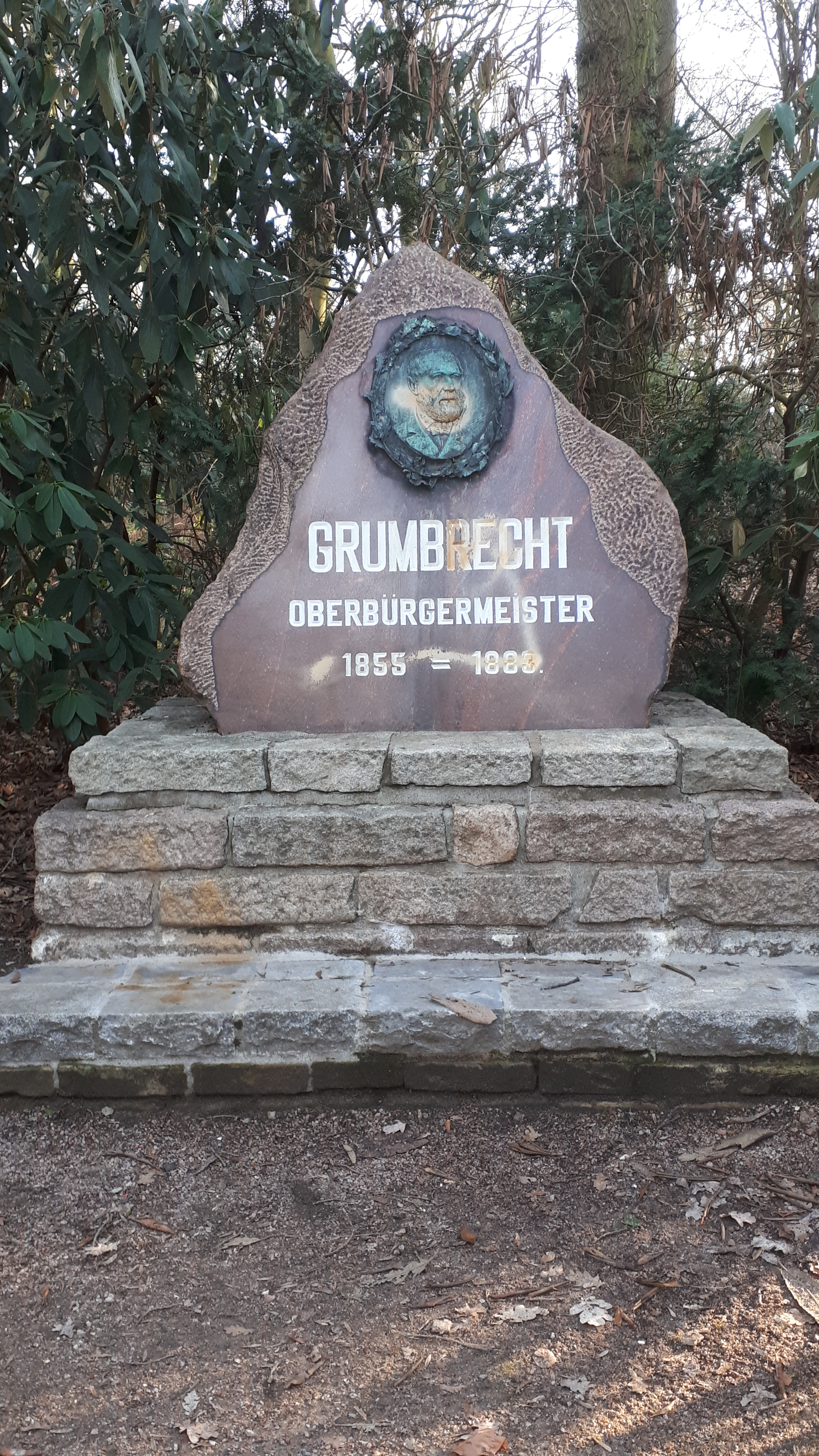
Denkmal für August Grumbrecht in Hamburg-Harburg

Friedrich Wilhelm August Grumbrecht (* 21. Juni 1811 in Goslar; † 10. Januar 1883 in Harburg a. d. Elbe, heute Hamburg) war Bürgermeister von Hamburg-Harburg und Abgeordneter in mehreren deutschen Parlamenten des 19. Jahrhunderts, unter anderem in der Frankfurter Nationalversammlung und im Deutschen Reichstag.

## Leben
August Grumbrecht besuchte das Progymnasium in Goslar und das Gymnasium zu Braunschweig. Er studierte Rechtswissenschaft in Göttingen und Marburg. In Göttingen wurde er 1829 Mitglied der Alten Göttinger Burschenschaft und nahm am „Göttinger Aufstand“ im Januar 1831 teil.
Nach dem Studium arbeitete Grumbrecht zunächst als Advokat (Rechtsanwalt) in Lüneburg. Im Mai 1848 wählte man ihn für das Wendland in die Frankfurter Nationalversammlung, dann wiederholt in die Hannoversche Zweite Kammer. Von 1867 bis 1878 war er Mitglied des Reichstags des norddeutschen Bundes, dann des deutschen Reichstags, wo er der nationalliberalen Partei angehörte und sich insbesondere bei volkswirtschaftlichen und Themen der Verwaltung engagierte. Ab 1879 war Grumbrecht Mitglied im Preußischen Abgeordnetenhaus. Von 1855 bis zu seinem Tod wirkte er zudem als Bürgermeister von Harburg a. d. Elbe. 1871 verlieh ihm die Stadt den Titel des „Oberbürgermeisters von Harburg“. August Grumbrecht starb am 10. Januar 1883 in Harburg.
Grumbrecht hat sich in seiner Amtszeit als Bürgermeister für die Einrichtung einer Vorschusskasse eingesetzt. Die Vorschusskasse war ein Vorläufer der Volksbank und wichtig für die Industrialisierung in Harburg.
Zum 25. Jubiläum seiner Amtszeit am 27. Juli 1880 wurde die Grumbrecht-Stiftung zur Unterstützung nicht mehr arbeitsfähiger Bewohner Harburgs gegründet. Die Stiftung bestand bis zur Auflösung 1923.
Die Grumbrechtstraße in Hamburg-Heimfeld wurde 1889 nach ihm benannt.

## Grumbrechts Redestil in der Nationalversammlung 1848
Die Flugblätter aus der Frankfurter Nationalversammlung berichteten am 1. Juli 1848 kritisch von einer am Vortag gehaltenen Rede des damals 37-jährigen Abgeordneten der radikalen Mitte. Der Artikel ist ein Beispiel für die frisch entstandene Diskussionskultur der Märzrevolution:

„Es gelang ihm nicht, einen wesentlichen neuen Gesichtspunkt aufzustellen, seine ganze Rede trug mehr das Gepräge einer Kandidatenrede, durch welche man überzeugen und den Willen der Hörer bestimmen will. Grumbrecht stellt, schon durch die Formen seiner Rede, durch sein ewiges: Ich bin der Meinung, ich sage, ich denke, ich kann nicht leugnen, ich bin überzeugt u.  s. w., sein Ich viel zu sehr in den Vordergrund und schwächt dadurch den Eindruck seiner Rede, indem er das Wohlgefallen an der Sache durch das Mißfallen an der Person paralysirt. Ueber eine Aeußerung Grumbrecht’s haben wir uns gewundert, weil sie einen Gedanken enthielt, den wir nur der äußersten Linken zugetraut hätten. Er sagte ungefähr Folgendes: Wenn wir auch ein Ministerium nicht durch Steuerverweigerung u. s. w. zum Abtreten nöthigen können, so können sie (die Minister) doch nichts machen, wenn wir die Volksstämme für uns haben. Eine schöne Organisation. Was sollen denn nun in solchen Fällen die Volksstämme thun? Den Ministern den Gehorsam versagen! Das heißt aber eben die Revolution permanent erklären.“

Grumbrecht nahm in derselben Zeitung eine Woche später Stellung:

„Die in der Nr. 6 vom 1. d. M. enthaltene Kritik meines Vortrages mag auf sich beruhen. Wenn der letztere selbige rechtfertigt, so würde eine Vertheidigung doch Nichts nützen; auch läßt sich nicht leugnen, daß es für den Redner selbst unmöglich ist, unpartheiisch über die Art seiner Redeformen zu urtheilen. Wenn ich daher auch nicht einsehe, wodurch ich bei dem Herrn Kritiker ein solches Mißfallen an meiner Person hervorgerufen haben, daß dadurch sein Wohlgefallen an der Sache (unter welcher doch wohl das Gesagte zu verstehen ist) paralysirt ist, noch weniger aber, wie ein solches Mißfallen durch die angegebenen Redeformen, deren ich mich zum Theil gar nicht bedient, erzeugt sein kann, so will ich doch nur dagegen reclamiren, daß mir eine ziemlich unsinnge Behauptung in den Mund gelegt ist. Nach Ausweis der stenographischen Berichte habe ich den Einwand - wenn ich nicht irre, Blum's, - daß die Nationalversammlung schon wegen des fehlenden Rechts der Steuerverweigerung im Verhältnisse zu der Centralgewalt zu schwach sein werde, dadurch zu beseitigen gesucht, daß ich gesagt: Wenn nur die Versammlung mit der öffentlichen Meinung, mit der Volksstimmung in ganz Deutschland, nicht mit der einer Provinz, aber von ein Paar Hundert Leuten im Einklange steht, so zweifle ich nicht, daß sie Macht hat, Alles auszuführen, was sie beschließt. Dieser Gedanke dürfte wohl nicht der äußersten Linken angehören, sondern vielmehr gegen dieselbe in so fern gerichtet sein, da von ihr wenigstens nur die Volksstimmung in einem und zwar dem kleinsten Theile Deutschlands berücksichtigt wird. Ich möchte auch hier mit einem berühmten Redner, dem ich mich sonst nicht an die Seite zu stellen wage, sagen: Ich verlange nicht, daß Jemand meine Rede hört, wenn er sonst keine Lust hat, auch nicht daß er sie in den stenographischen Berichten nachliest und versteht, wohl aber daß er mich nicht wegen Aeußerungen angreift, die ich nicht gemacht. Ich erwarte von der Gerechtigkeit der Redaction der Flugblätter, daß sie diesen Reclamationen Aufnahme gewährt. Frankfurt, den 2. Juli 1848. A. Grumbrecht.“

Die Redaktion stellt in ihrer ausführlichen Erwiderung im Anschluss an diese Ausführungen fest, dass Grumbrecht laut der ersten beiden Spalten des stenographischen Protokolls seiner Rede durchaus häufig „Ich“ gesagt habe, man die Kritik jedoch angesichts seiner Empfindlichkeit in diesem Punkt nicht darauf hätte kaprizieren wollen. Die Redaktion weist Grumbrechts Pochen auf das Protokoll als einzige Wahrheit zurück: Man habe in der Paulskirche durchaus das Wort „Volksstämme“ verstanden und nicht, wie es im Protokoll steht, „Volksstimmung“. Inhaltlich ändere dies jedoch nicht viel, die Kritik bleibe also bestehen. Der Artikel schließt mit dem Hinweis: „Bei dem beschränkten Raume der Flugblätter werden wir in Zukunft jedoch nur kurzgefaßte Reclamationen aufnehmen können.“